# Kloster Weitenau

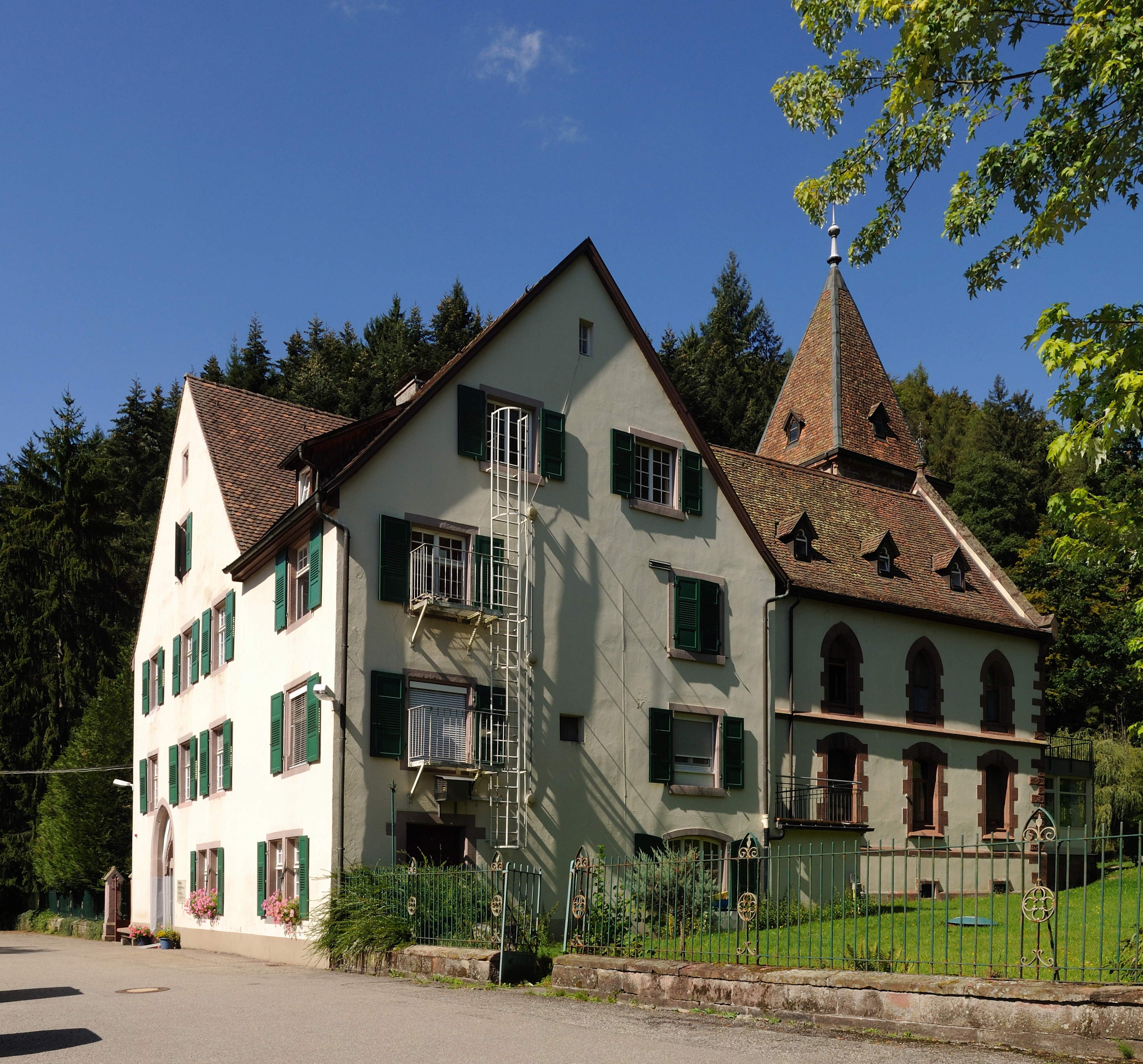
Gesamtansicht Kloster Weitenau

Als Kloster Weitenau wird ein ehemaliges Kloster in der Vogtei Weitenau bezeichnet, heute ein Ortsteil der 1974/1975 entstandenen Gesamtgemeinde Steinen im Landkreis Lörrach. In der zweiten Hälfte des 19. Jahrhunderts wurde es in die Gemeinde Schlächtenhaus umgemeindet, die heute ebenfalls zu Steinen gehört. Die Anfänge sind bis in das 12. Jahrhundert dokumentiert. Zur Klosteranlage gehörte auch eine nach der Reformation evangelische Kirche, die bis Ende des 19. Jahrhunderts für Gottesdienste verwendet wurde. Seit 1971 werden die Bauwerke nach einem Umbau als Fachklinik genutzt.

## Geschichte

### Benediktinerpriorat 1100–1556
Vermutungen zufolge war der Platz des ehemaligen Klosters vor der Christianisierung bereits eine heidnische Kultstätte. Der erste urkundlich gesicherte Beleg geht auf das Jahr 1100 zurück. Danach gehörte eine Eigenkirche samt zugehöriger Ländereien den Freiherren von Wart, einem thurgauischen Adelsgeschlecht. Diese traten ihre Ansprüche an das Kloster St. Blasien ab, das hier ein Priorat errichtete, dessen erster Propst Erkinbold von Wart wurde. Die Klosterkirche war dem Heiligen Gangolf geweiht. Von 1528 bis 1532 war der spätere Abt des Klosters St. Blasien, Caspar Molitoris, Propst in „Weitnau“.
Die Klostergebäude wurden Ende des 12. Jahrhunderts erneuert, nachdem sie von einem Brand in Mitleidenschaft gezogen worden sein sollen. Adelheid, die Ehefrau von Dietrich von Rotenberg, einem Verwandten der Herren von Rötteln, fand als Wohltäterin des Klosters ihre letzte Ruhestätte in der Klosterkirche. Zwischen 1360 und 1370 wird diese Kirche mit Filialkirchen in Demberg und Wieslet erwähnt (ecclesia Witnow cum filiabus, videlicet Tenberg et Wislach).
1485 entstand in der Kirche ein Sakramentshäuschen. Ebenfalls Ende des 15. Jahrhunderts wurde mit dem Bau des Kirchturms begonnen, der damals mit einem Satteldach in Langhausrichtung abgeschlossen war. Der polygonale Chor schloss sich dabei direkt an die Südwand des Turms an. Von der gemeinsamen Bautätigkeit des Markgrafen Rudolf IV., sowie der Äbte Christoph von Greuth (1461–1482) und Georg Eberhard (1482–1491) zeugen die Wappen über dem Portal.
Im Bauernkrieg wurde das Kloster gleichzeitig mit den Schwester-Propsteien Sitzenkirch und Bürgeln am 3. Mai 1525 geplündert und die drei Konventualen wurden vertrieben.
Mit Einführung der Reformation im Markgräflerland 1556 wurde die Klosterkirche selbstständige Pfarrkirche, zu deren Gemeindegebiet Schlächtenhaus, Hofen, Farnbuck und auch Weitenau ohne den Schillighof gehörten.

### Evangelische Kirche 1556–1891
Die heutigen Gebäude wurden im 16. Jahrhundert errichtet, als die Konventsgebäude abgerissen und durch ein Pfarrhaus ersetzt wurden.
Ende des 16. Jahrhunderts wurden der Glockenturm um ein viertes Geschoss erhöht sowie der Chor und der Dachstuhl des Langhauses erneuert.

### Profanierung
Mit dem Bau der Evangelischen Kirche in Hofen in den Jahren 1890 bis 1891 verlor die Klosterkirche ihre Bedeutung. Ein Jahr später wurde sie profaniert. Man brach den Chor ab und unterteilte das Langhaus in zwei Stockwerke. Die gotischen Fenster in der oberen Etage sind noch original, während die unteren neu eingefügt wurden. Gleichzeitig wurde das Satteldach des Kirchturms durch ein Pyramidendach ersetzt. In den Klostergebäuden wurde zuerst  ein Gasthaus eingerichtet und später ein Kurheim. Seit 1971 befindet sich in den Räumen eine Fachklinik für Drogen- und Alkoholtherapie mit insgesamt 52 Plätzen.

## Lage und Beschreibung

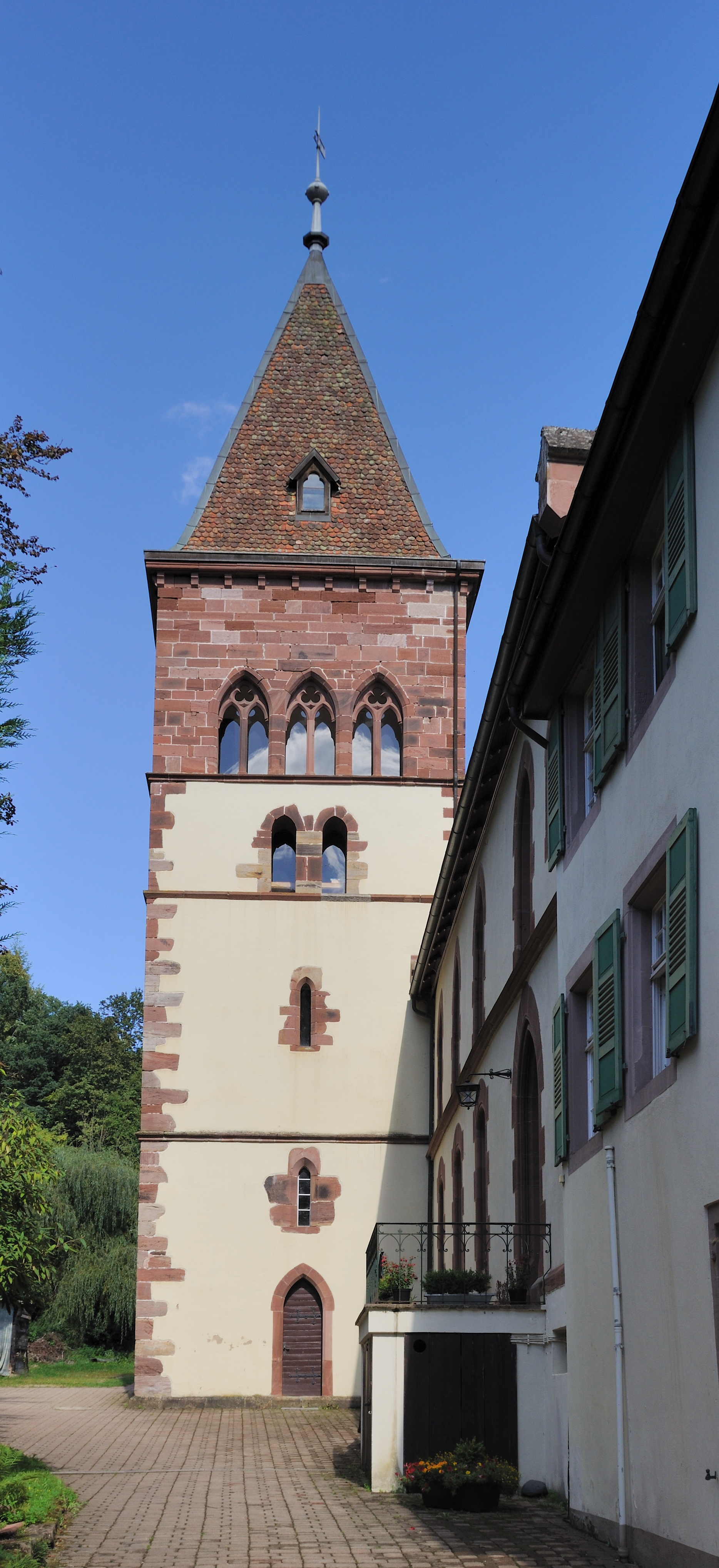
Ehemaliger Glockenturm

Die Anlage befindet sich in einem Tal auf halbem Wege zwischen Steinen und Schlächtenhaus. Die Bauwerke sind unmittelbar an der Landstraße am Waldrand gelegen. Das Gebäudeensemble besteht insgesamt aus sechs Bauten. Das umgebaute Langhaus ist mit seinem nordöstlich angebauten Turm der Hauptbau der Anlage.
Ursprünglich soll der Glockenturm sieben Glocken gehabt haben, wovon fünf während des 17. und 18. Jahrhunderts durch französische Truppen geraubt worden sein sollen. Eine dieser geraubten Glocken soll ins Straßburger Münster gelangt sein. Die verbliebenen zwei Glocken stammen vom Lörracher Glockengießer Andreas Roost, der sie 1774 herstellte. Die zwei Glocken wurden 1901 abgehängt, so dass heute keine Glocken mehr im Turm hängen.